# Paul Felgenhauer
Paul Felgenhauer (* 16. November 1593 in Puschwitz, Böhmen; † um 1677 in Bremen) war ein deutscher Kontroverstheologe und Chiliast der Barockzeit.

## Biografie
Als Sohn des lutherischen Pfarrers Paulus Felgenhauer (gest. ca. 1604) immatrikulierte sich Felgenhauer 1608 an der Universität Wittenberg, wo er sogar zeitweilig als Diakon an der Schlosskirche tätig war. Wieder im heimatlichen Böhmen, veröffentlichte er 1620 in Prag seine ersten chiliastischen Kontroversschriften, die von der dortigen lutherischen Orthodoxie scharf angegriffen wurden, doch starken Widerhall in Norddeutschland fanden, wo damals schon eine anti-orthodoxe Gegenbewegung existierte.
Nach der Schlacht am Weißen Berge floh er 1621 aus Böhmen, und irrte durch ganz Deutschland, um schließlich in Bremen Fuß zu fassen. 1638 ließ er sich im stadtbremischen Amt Bederkesa als Medikus nieder und verfasste zahlreiche prophetische Schriften, die in Amsterdam gedruckt wurden. Er sammelte eine heimliche Gemeinde von Anhängern um sich, ohne öffentlich in Erscheinung zu treten. Der Debstedter Pastor Krägelius denunzierte ihn 1653 öffentlich als Irrlehrer, doch der Bremer Rat ließ keine Verfolgung zu. Bei der Belagerung der Burg Bederkesa durch schwedische Truppen geriet der Ort in Brand und Felgenhauer wurde heimatlos. Erneut auf der Flucht, wurde er schließlich 1657 verhaftet und nach einem kirchlichen Irrlehreprozess in Syke zur Landesverweisung verurteilt. Seine Schriften wurden öffentlich verbrannt. Nach seiner Ausweisung aus den welfischen Landen ging er 1658 zurück nach Bremen, wo er den Rest seines Lebens als Arzt verbrachte.
Ähnlich wie Johann Jacob Zimmermann versuchte auch Felgenhauer, das Datum des Jüngsten Tages mathematisch vorauszuberechnen. Er ist der Verfasser von 50 meist anti-orthodoxen und chiliastischen Schriften, von denen viele ihres gefährlichen Inhalts halber im toleranten Amsterdam gedruckt werden mussten. 1649 und 1655 veröffentlichte er Verzeichnisse seiner eigenen Schriften.

### Familie
Er heiratete am 19. Juni 1631 in Ottensen Margarete Junkhusen († nach 1658). Das Paar hatte 4 Söhne und eine Tochter: Paul Georg, Daniel, Israel, Jerusalem und Adam Benedikt.

## Werke (Auswahl)
- Das Geheimnis vom Tempel des Herrn. Amsterdam 1631
- Spiegel der Weisheit und Warheit. Amsterdam 1632
- Das Büchlein Iehi Or, oder Morgenröthe der Weißheit. Jansson, Amsterdam 1640. Digitalisat und Volltext im Deutschen Textarchiv
- Harmonia fidei et religionis, Harmony des Glaubens. Amsterdam 1654